# WASP-19 b
WASP-19 b — экзопланета у звезды WASP-19 в созвездии Парусов. Находится на расстоянии 815 св. лет от Солнца. Была открыта в 2009 году наземным телескопом SuperWASP.
Материнская звезда WASP-19 является жёлтым карликом спектрального класса G8V.

## Физические характеристики
WASP-1 обладает массой близкой к массе Юпитера (1,1 MJ). Радиус планеты составляет 1,4 RJ (или около 0,14 радиуса Солнца). Таким образом её размеры сопоставимы с размерами карликовой звезды, обладающей небольшой массой. Планета обладает рекордным минимальным значением периода обращения вокруг родной звезды WASP-19 — 18,932 часа (0,7888399 дня). Большая полуось орбиты у WASP-19 b составляет 0,016 а.е., что больше чем у WASP-43 b (0,014 а.е.). Однако, у WASP-43 b орбитальный период чуть больше — 0,813475 дня.

## Атмосфера
В 2013 году астрономам при помощи космического телескопа «Хаблл» удалось найти в атмосфере планеты признаки водяного пара.
В сентябре 2017 года Очень Большом Телескопе с помощью инструмента «FORS2» был сделан анализ атмосферы и впервые в её составе была обнаружена окись титана. Она может приводить к температурной инверсии, повышению температуры в верхних слоях атмосферы экзопланеты и её понижению с глубиной. Также стали известны и другие параметры атмосферы, например, плотность и остальные содержащиеся в ней вещества. Это поможет в построении новых моделей атмосфер.